# Bobby Bare jr.
Robert Joseph (Bobby) Bare jr. (Nashville, 28 juni 1966) is een Amerikaans zanger in verschillende rock en altcountrystijlen, songwriter en producer.
Als 7-jarig kind had hij een nummer 2-hit met zijn vader Bobby Bare sr. Als soloartiest werkt hij afwisselend onder de namen Bare Jr. en Bobby Bare Jr.'s Young Criminals Starvation League.

## Biografie
Bare begon al jong in de muziek aan de zij van zijn vader die al een succesvol countrymusicus was toen junior werd geboren. Hij groeide op in Hendersonville, niet ver van Nashville en in de nabije omgeving van buren als George Jones, Johnny Cash, Tammy Wynette, Kris Kristofferson en Willie Nelson.
Zijn vader nam hem mee de studio in en zette met hem het lied Daddy, what if op de plaat dat een dialoog is tussen vader en zoon. Het werd in 1974 een grote hit met een nummer 2-notering in de Hot Country Singles en op nummer 41 in de Billboard Hot 100. Ook werd het lied het jaar erop genomineerd voor een Grammy Award voor beste countryoptreden die uiteindelijk werd gewonnen door The Pointer Sisters. Hij zong het ook tijdens concerten van zijn vader tot hij te oud voor dit lied was geworden. Zijn vader hield hem echter weg van optredens in tv-shows om hem te beschermen voor wat hij had zien gebeuren met Hank Williams jr. Bare studeerde later af in psychologie aan de Universiteit van Tennessee.
Weinig zin om te werken bleef hij zich bezighouden met de muziek. Bij het schrijven van liedjes werd hij kritisch werd bijgestaan door een van de belangrijke songwriters van zijn vader, Shel Silverstein. Verschillende malen wist hij platencontracten te teken bij labels die verwachtten een klapper met hem te kunnen maken. Ze lieten hem echter ook telkens weer vallen nadat de grote doorbraak was uitgebleven.
In het midden van de jaren negentig zette hij een eigen rockband op met de naam Bare Jr. Hij tekende een contract met het hardrocklabel Immortal Records en bracht hier twee albums uit, Boo-Tay in 1998 en Brainwasher in 2000 die beide weinig succes kenden. In 2002 volgde het album Bobby Bare Jr.'s Young Criminals Starvation League bij het altcountrylabel Bloodshot Records. Onder deze naam bracht hij ook in de jaren erop zijn platen uit in een "gecountryficeerde" muziekstijl. In 2003 speelde hij tijdens het muziekfestival Blue Highways in Vredenburg in Utrecht.
Vanaf 2010 voerde hij eerst weer de naam Bare Jr. en in 2014 kwam hij met het album Undefeated weer terug met zijn Young Criminals' Starvation League. In 2012 produceerde hij het comebackalbum van zijn vader, Darker than light. Sinds 2016 maakt Bare jr. deel uit van de lo-fi rockband Guided by Voices.
- Gemeinsame Normdatei: 135492327
- International Standard Name Identifier: 0000 0003 7413 0417
- Library of Congress Control Number: n2003082596
- MusicBrainz: 692bcdfa-c1ce-4556-8506-2bf8d259eccd
- Virtual International Authority File: 9225346
- WorldCat: E39PBJbtv6c9HYR9YDXGx9pgKd